# James McClure
James McClure, född 9 oktober 1939 i Johannesburg, Sydafrika, död 17 juni 2006 i Oxford, England, var en brittisk deckarförfattare. 
McClure arbetade som fotograf och lärare i Sydafrika. År 1965 lämnade han och hans hustru Sydafrika och bosatte sig först i Edinburgh, senare i Oxford. McClure arbetade på Oxford Mail och Oxford Times tills han blev författare på heltid. Hans hårdkokta procedurdeckare utspelar sig i apartheidregimens Sydafrika. Huvudpersonerna är boern Trompie Kramer och hans svarte assistent Mickey Zondi. Tre av hans böcker är översatta till svenska.

## Priser och utmärkelser
- The Gold Dagger 1971 för The Steam Pig
- The Silver Dagger 1976 för Rogue Eagle